# Unterseeboot 125 (1941)
Pour les articles homonymes, voir Unterseeboot 125.
Le Unterseeboot 125 (ou U-125) est un U-Boot (sous-marin) allemand de type IX.C utilisé par la Kriegsmarine pendant la Seconde Guerre mondiale.

## Historique
Mis en service le 3 mars 1941, l'U-125 réalise sa première patrouille, quittant le port de Kiel le 15 juillet 1941 sous les ordres du Kapitänleutnant Günter Kuhnke et rejoint la base sous-marine de Lorient le 28 juillet 1941, après 14 jours de mer.
L'Unterseeboot 125 a effectué sept patrouilles dans lesquelles il a coulé 17 navires marchands pour un total de 82 873 tonneaux sur un total de 439 jours en mer.
Il quitte Lorient pour sa septième patrouille le 13 avril 1943 sous les ordres du Kapitänleutnant Ulrich Folkers. Après 24 jours en mer et un succès d'un navire marchand de 4 737 tonneaux coulé, l'U-125 est coulé à son tour le 6 mai 1943, à l'est de Terre-Neuve lors de l'attaque du convoi allié ONS-5 par l'éperonnage du destroyer britannique HMS Oribi et les coups de feu de la corvette britannique HMS Snowflake. Les sous-mariniers allemands sabordent leur bateau à proximité des deux navires alliés.
Il sombre à la position géographique de 52° 30′ N, 45° 20′ O faisant 54 morts, soit tout l'équipage.

### Naufrage
Le naufrage de l'U-125 est une question controversée, car les sous-mariniers ont abandonné l'U-Boot à la vue des bâtiments de surface britanniques qui ne les ont pas secouru, enfreignant ainsi le code de conduite[réf. nécessaire] en mer.
L'U-125 faisait partie d'une meute de loups gris (Rudeltaktik en allemand) sous le nom de code Fink qui a attaqué le convoi ONS-5 entre 26 avril et 6 mai 1943. À cette période, les briseurs de code britanniques n'étaient pas en mesure de lire les signaux des U-Boote allemands. Les Allemands décodaient les signaux alliés. L'ONS-5 est intercepté par cette force importante d'U-Boote au cours d'une tempête dans l'Atlantique.
L'ONS-5 est un convoi de 43 navires, 9 miles de long par 2 de large, avec un destroyer, une frégate, trois corvettes et deux remorqueurs de sauvetage pour la défendre. Il est attaqué par environ 30 U-Boote, perdant 13 navires au total, tandis que sept sous-marins sont coulés par l'escorte et par les aéronefs. La bataille est particulièrement sanglante et marque un tournant dans la bataille de l'Atlantique. Elle montre qu'une attaque déterminée d'U-Boote en masse contre un convoi peut percer les défenses, mais à un prix trop coûteux pour généraliser cette tactique d'attaque massive d'U-Boote. L'Amiral Karl Dönitz perd son fils dans cette bataille.
Dans de nombreux cas, les attaques se sont produites lorsque l'escorte n'était pas en mesure de poursuivre un contact ; dans la tempête, le commandant du convoi éprouve de grandes difficultés à maintenir ensemble les navires. Les attaques surgissent rapidement, submergeant l'escorte.
L'U-125 avait été précédemment heurté par le destroyer HMS Oribi et était endommagé, incapable de plonger. Il est aperçu ensuite par les corvettes HMS Snowflake et HMS Sunflower, et comme le HMS Snowflake manœuvrait pour attaquer, l'équipage de l'U-125, se rend compte que sa position est exposée, décide de saborder le navire et de l'abandonner. Le capitaine du HMS Snowflake envoie un message au commandant de l'escorte, le lieutenant commandant Robert Sherwood, en se proposant de les secourir, et reçut comme réponse « Non approuvé pour repêcher les survivants ». Le HMS Snowflake et le HMS Sunflower ont alors repris leur position en protection du convoi, tandis que les membres de l'équipage de l'U-125 meurent noyés dans les eaux froides de l'océan Atlantique.
Cette décision de Sherwood est certainement défendable[non neutre]. Une attaque de sous-marins est considérée comme un bon prétexte pour ne pas rechercher des survivants, et le HMS Snowflake avait au radar et au sonar un contact avec trois autres U-Boote à ce moment, lesquels ne savaient pas que l'U-125 était sabordé. Une corvette en position stationnaire aurait certainement été torpillée, condamnant ainsi à mort son équipage ainsi que l'équipage de l'U-Boot qu'il tentait de sauver. Les corvettes étaient indispensables au convoi, vingt minutes passées au large hors de leur position défensive pouvant entraîner la destruction de quatre équipages de navire marchand, ainsi que l'éventuelle destruction du convoi.
L'ordre condamnant l'équipage de l'U-Boot a attiré de nombreuses critiques, qui estiment que cette décision laisse une marque noire sur la carrière du lieutenant-commandant Robert Sherwood[réf. nécessaire]. Certains considèrent que cette décision est un échec pour Sherwood, mais pour d'autres, s'il a bien condamné un équipage à la noyade, il aurait peut-être perdu son convoi et causé davantage de morts s'il s'était arrêté[réf. nécessaire].

## Affectations successives
- 2. Unterseebootsflottille du 3 mars au 1er juillet 1941 (entrainement)
- 2. Unterseebootsflottille du 1er juillet 1941 au 6 mai 1943 (service actif)

## Commandement
- Kapitänleutnant Günter Kuhnke du 3 mars 1941 au 15 décembre 1941
- Kapitänleutnant Ulrich Folkers du 15 décembre 1941 au 6 mai 1943

## Patrouilles
|       | Commandant            | Départ           | Départ  | Arrivée         | Arrivée | Jours     | Succès   |
| ----- | --------------------- | ---------------- | ------- | --------------- | ------- | --------- | -------- |
| 1     | Kptlt. Günter Kuhnke  | 15 juillet 1941  | Kiel    | 28 juillet 1941 | Lorient | 14 jours  |          |
| 2     | Kptlt. Günter Kuhnke  | 12 août 1941     | Lorient | 5 novembre 1941 | Lorient | 86 jours  |          |
| 3     | Kptlt. Ulrich Folkers | 18 décembre 1941 | Lorient | 23 février 1942 | Lorient | 68 jours  | 5 666    |
| 4     | Kptlt. Ulrich Folkers | 4 avril 1942     | Lorient | 13 juin 1942    | Lorient | 71 jours  | 47 055   |
| 5     | Kptlt. Ulrich Folkers | 27 juillet 1942  | Lorient | 6 novembre 1942 | Lorient | 103 jours | 25 415   |
| 6     | Kptlt. Ulrich Folkers | 9 décembre 1942  | Lorient | 19 février 1943 | Lorient | 73 jours  |          |
| 7     | Kptlt. Ulrich Folkers | 13 avril 1943    | Lorient | 6 mai 1943      | Coulé   | 24 jours  | 4 737    |
| Total | Total                 | Total            | Total   | Total           | Total   | 439jours  | 82 873 t |

Note : Kptlt. = Kapitänleutnant

### OpérationsWolfpack
L'U-125 a opéré avec les Wolfpacks (meutes de loup) durant sa carrière opérationnelle:
1. Delphin (5 janvier 1943 - 13 février 1943)
2. Specht (19 avril 1943 - 4 mai 1943)
3. Fink (4 mai 1943 - 6 mai 1943)

## Navires coulés
L'Unterseeboot 125 a coulé 17 navires marchands pour un total de 82 873 tonneaux au cours des sept patrouilles (439 jours en mer) qu'il effectua.
| Patrouille                                                                            | Date               | Nom                    | Nationalité | Tonnage (GRT) | Fait  |
| ------------------------------------------------------------------------------------- | ------------------ | ---------------------- | ----------- | ------------- | ----- |
| 3ème patrouille du 18 décembre 1941 au 23 février 1942 sur la Côte est des États-Unis | 26 janvier 1942    | West Ivis              | USA         | 5 666         | Coulé |
| 4ème patrouille du 4 avril au 13 juin 1942 dans la Mer des Caraïbes                   | 23 avril 1942      | Lammot Du Pont         | USA         | 5 102         | Coulé |
| 4ème patrouille du 4 avril au 13 juin 1942 dans la Mer des Caraïbes                   | 3 mai 1942         | San Rafael             | Dominique   | 1 973         | Coulé |
| 4ème patrouille du 4 avril au 13 juin 1942 dans la Mer des Caraïbes                   | 4 mai 1942         | Tuscaloosa City        | USA         | 5 687         | Coulé |
| 4ème patrouille du 4 avril au 13 juin 1942 dans la Mer des Caraïbes                   | 6 mai 1942         | SS Empire Buffalo (en) | UK          | 6 404         | Coulé |
| 4ème patrouille du 4 avril au 13 juin 1942 dans la Mer des Caraïbes                   | 6 mai 1942         | Green Island           | USA         | 1 946         | Coulé |
| 4ème patrouille du 4 avril au 13 juin 1942 dans la Mer des Caraïbes                   | 9 mai 1942         | Calgarolite            | Canada      | 11 941        | Coulé |
| 4ème patrouille du 4 avril au 13 juin 1942 dans la Mer des Caraïbes                   | 14 mai 1942        | Comayagua              | Honduras    | 2 493         | Coulé |
| 4ème patrouille du 4 avril au 13 juin 1942 dans la Mer des Caraïbes                   | 18 mai 1942        | Mercury Sun            | USA         | 8 893         | Coulé |
| 4ème patrouille du 4 avril au 13 juin 1942 dans la Mer des Caraïbes                   | 18 mai 1942        | William J. Salman      | USA         | 2 616         | Coulé |
| 5 ème patrouille du 27 Juillet au 6 novembre 1942 dans le Golfe de Guinée             | 1er septembre 1942 | Ilorin                 | UK          | 815           | Coulé |
| 5 ème patrouille du 27 Juillet au 6 novembre 1942 dans le Golfe de Guinée             | 23 septembre 1942  | Bruyère                | UK          | 5 335         | Coulé |
| 5 ème patrouille du 27 Juillet au 6 novembre 1942 dans le Golfe de Guinée             | 29 septembre 1942  | Baron Ogilvy           | UK          | 3 391         | Coulé |
| 5 ème patrouille du 27 Juillet au 6 novembre 1942 dans le Golfe de Guinée             | 30 septembre 1942  | Empire Avocet (en)     | UK          | 6 015         | Coulé |
| 5 ème patrouille du 27 Juillet au 6 novembre 1942 dans le Golfe de Guinée             | 30 septembre 1942  | Kumsang                | UK          | 5 447         | Coulé |
| 5 ème patrouille du 27 Juillet au 6 novembre 1942 dans le Golfe de Guinée             | 8 octobre 1942     | Glendene               | UK          | 4 412         | Coulé |
| 7ème patrouille (13 avril - 6 mai 1943) avec le Wolfpack Specht en Atlantique Nord    | 4 mai 1943         | Lorient                | UK          | 4 737         | Coulé |

### Sources
- (en) Cet article est partiellement ou en totalité issu de l’article de Wikipédia en anglais intitulé « German submarine U-125 (1940) » (voir la liste des auteurs).